# Kalotaszeg magyar irodalma

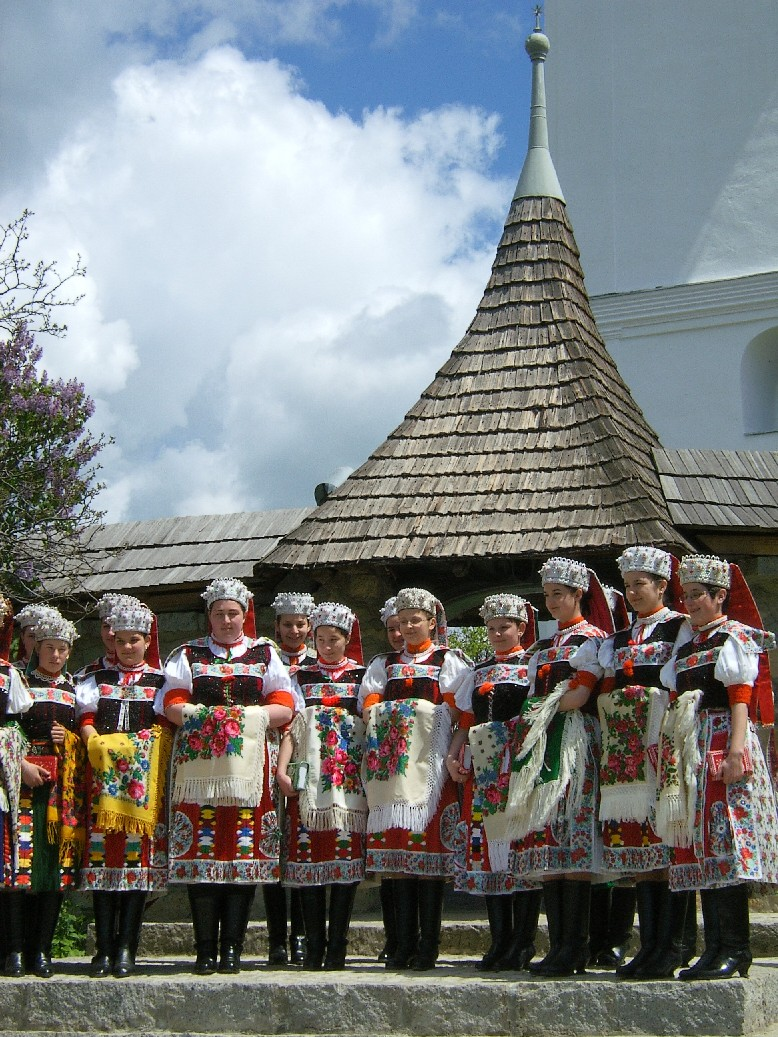
Pünkösdi pompa Körösfőn

Kalotaszeg magyar irodalma – ama történeti-néprajzi tájegységhez kapcsolódik, mely "a kolozsvári–nagyváradi vasútvonal, illetőleg országút közén és két oldala mentén Kolozsvártól egészen Csucsáig terül el, és amelyet délen a Gyalui-havasok északi, nyugaton a Vlegyásza-havas és a Meszes-hegylánc keleti lába foglalnak be. Ehhez az egységes, eléggé zárt és kelet–nyugati húzódású területhez dél felé vékony nyúlványban csatlakozik még néhány falu a gyalu–járai út mentén egészen Alsójáráig, melyeket néprajzilag szintén Kalotaszeghez kell számítanunk."

## Kalotaszeg néprajza, irodalma 1945 előtt
Kós Károly fenti néprajzi szempontú körülhatárolását Kelemen Lajos történeti betájolása ekképp egészíti ki: "Kevesen tudják, hogy a mai Kalotaszeg már csak utolsó keleti maradványa annak a Kalota nevű nagy területnek, mely a középkorban a Berettyótól a Sebes-Körös forrásvidékéig ezt a nevet viselte." A színpompás, gazdag népi hagyományokat őrző tájegység – melyhez Bánffyhunyad központtal mintegy ötven magyar és vegyes lakosságú falu tartozik – néprajzilag voltaképpen három jól körülhatárolható részre tagolódik: a havasok alatti Felszegre (a Sebes-Körös és a Kalota pataka közötti háromszögben), az Almás patak völgye mentén a Szilágysággal határos Alszegre, valamint a Kolozsvár közelében fekvő Nádasmentére.
Nemzetiségi művelődésünkben és irodalmunkban elsősorban Kós Károly munkássága révén vált ismertté Kalotaszeg és vidéke, az irodalomtörténet több kalotaszegi származású írót is számon tart. A tájegység legkorábban feltűnt írójaként Nagyfalvi György deákot tartjuk számon, akinek Bánffyhunyadon szerzett Chain és Ábel históriája c. éneke (1557) egy kéziratos kötetben maradt fenn (Régi Magyar Költők Tára VI. Budapest, 1896).
Sokkal több adat áll rendelkezésünkre a 16. század egyik legtermékenyebb énekszerzőjéről, Valkai Andrásról (1540–1587), aki elsőként dolgozta fel költői formában Bánk bán históriáját. A valkói kisnemes a gyulafehérvári fejedelmi kancellária humanista légkörében vált a világi irodalom művelőjévé. Hat históriás énekében a Mohácsi csata utáni (1526) közhangulatot fejezte ki, a zilált erdélyi bel- és külpolitikai viszonyok okozta bánatnak és keserűségnek adott hangot. A 17. század végéről még az Angliában tanult Bánfihunyadi Márton alkimista egy elégiáját és Medgyesi Pálhoz írott levelét ismerjük.
A tudósként és eposzíróként egyaránt becsült Debreczeni Márton (1802–1851) Magyargyerőmonostor fia. Itt tevékenykedett a népdal- és népballadagyűjtő, költői "beszélyeket" író Hory Farkas (1813–1872) is, akinek fia és lánya egyaránt beírta nevét művelődéstörténetünkbe. Hory Béla (1846–1909) az Erdélyi Irodalmi Társaság szervezőjeként tűnt ki, Gyarmathy Zsigáné született Hory Etelka (1843–1910) pedig azzal, hogy a kalotaszegi varrottasnak nemzetközi hírnevet szerzett. Azt viszont kevesen tudják Kalotaszeg "nagyasszonyáról", hogy 1886 és 1907 között mintegy húsz önálló – elbeszéléseket és regényeket tartalmazó – kötete jelent meg. Debreczeni László szerint Gyarmathyné népies prózája éltetőbb levegőt hozott az irodalomba, s ugyanakkor "hirdetője volt a nép erejéből a munka által való megújulásnak" (Erdélyi Fiatalok, 1935/II).
Ady Endre nemcsak felesége, a Csucsán született Boncza Berta révén kötődött Kalotaszeghez: nyárszói dédszüleinek kiterjedt atyafiságát is számon tartotta. A költő kalotaszegi rokonságának genealógiáját először Kós Károly tárta fel Ady Endre és Kalotaszeg c. írásában (Erdélyi Helikon, 1928/2), s részletesen szólt a nevezetes kalotaszentkirályi látogatás – 1914. június – hatására megszületett híres Ady-vers, A Kalota partján keletkezéstörténetéről is.
A század első évtizedében, amikor Bartók Béla és Kodály Zoltán felfedezte az erdélyi népzene különleges értékét, Kós a népi építészetet tanulmányozza. Így került egyre bensőségesebb kapcsolatba Kalotaszeggel. Sztánán vásárolt földet, 1910-ben felépítette rá legendássá vált Varjúvárát, és még ugyanabban az esztendőben feleségül vette a türei Balázs Idát.
Régi Kalotaszeg c. munkáját (Magyar Iparművészet, 1911. 157–215.) már itt írta; 1912 telén itt szerkesztette a 12 számot megért Kalotaszeg c. képes hetilapot. És amikor az első világháború után döntésre kényszerítette sorsa, ő tudatosan a "választott szülőföld" szolgálata mellett döntött. Az már, logikus következménye népszemléletének és kalotaszegi kötődésének – miként a Kalotaszegi vállalkozás c. visszaemlékezésében feleleveníti (Korunk, 1971/10) –, hogy az 1921-ben Bánffyhunyadon zászlót bontó Erdélyi Magyar Néppárttal épp innen indítja meg a romániai magyarság első demokratikus szervezkedését.
Irodalmi munkásságának előtérbe kerülésével az erdélyi öntudat forrásait kereste, s így nagy előszeretettel fordult a szülőföld múltjának megtartó igazságaihoz, a népi együttélés törvényeihez. Mert – s ezt Debreczeni László vette észre, Kós népi tájékozódásának mélyebb értelmét felmutatva –: "Népek között itt alakult ki az az ideális harmónia, amikor egymást támogatva élnek, anélkül hogy az egyik is kívánná a másiktól vagy maga megtenné természeti adottságainak feladását" (Erdélyi Fiatalok, 1932/III–IV). Egy lehetséges kalotaszegi krónika lapjait írja Kós mindvégig, attól függetlenül, hogy elbeszélésben, regényben, drámában szólal-e meg vagy pedig a tudomány és a művészet határterületén szerveződő műfajokban (A Gálok; 1921; Varjú-nemzetség, 1925; Kalotaszeg, 1932; Budai Nagy Antal, 1936).
Kalotaszeg népe nemcsak Kós művészi átlényegítése révén, a történelmi üzenet hordozójaként jelent meg az 1930-as évek színpadán, hanem a maga autentikus művészetének színpompás ragyogásával is. Ez Szentimrei Jenő nem kis anyagi áldozattal járó vállalkozásának köszönhető, aki öt kalotaszegi falu mintegy ötven népi szereplőjével 1935-ben színre vitte a Csáki bíró lánya c. balladajátékot. A revelációt jelentő balladafeldolgozás – Szentimrei munkája – 38 előadást ért meg erdélyi, bánsági, partiumi városokban, valamint Bukarestben és Budapesten.
Szentimreinek, akit sztánai háza is a tájhoz kötött, az volt a törekvése – jegyezte fel Kemény János –, hogy "keretet adjon mindannak, amit be akart mutatni Kalotaszegen összegyűjtött kincseiből: népviseletnek, szokásoknak, rigmusoknak, régi énekeknek, táncoknak, megszámlálhatatlan ősi szépségeknek" (Erdélyi Helikon, 1936/2).
Kalotaszeg tájának és népviseletének szépségét vitte vetítővászonra Séfeddin Sevket Tibor Kalotaszegi madonna c. regényének filmváltozata (1943).

## Kalotaszeg néprajza, irodalma a 20. század második felében
A 20. század második felének irodalmi terméséből Katona Szabó István kalotaszegi ihletettségű regényét kell megemlítenünk (Borika, 1959), s ő a szerzője az Új Élet hasábjain megjelent Kalotaszegi krónika c. 14 részből álló riportsorozatnak is (1972/15–1973/4).
Kalotaszeg 1950 utáni életének katarktikus hatású alkotása azonban nem a szépirodalom, hanem a tévéfilm nyelvén és eszközeivel született meg (Egyetlenem, 1975). Szerzője, a tévészerkesztő és drámaíró Csép Sándor öt év múltán szembesítette az egykeveszedelemről készített filmet a valósággal, s a film hatására bekövetkezett fordulatot írásban is rögzítette (Katarzis, vagy csak éterbe kiáltott szó? Korunk, 1980/4).
Mennyiségileg jóval több forrásmunkát kell számba vennie annak, aki a művészeteken-irodalmon túlmenően Kalotaszeg tudományos felfedezésének eredményét akarja áttekinteni. S itt nem hagyható figyelmen kívül, hogy e felfedezésben milyen nagy szerepe volt Jankó János munkatársának, Czucza János kalotaszentkirályi tanítónak, valamint Gyarmathy Zsigánénak, aki fél évszázadon át volt Kalotaszeg művelődési és szellemi életének irányítója. "Érdeklődése korán a táj művészete felé fordul – írja róla a Korunkban S. Bartha Éva (1973/11) –, tizenkilenc évesen már népdalgyűjtéssel jelentkezik Gyulai Pálnál. A kalotaszegi népművészet szerelmeseként bejárja a falvakat, gyűjti, rajzolja az ősi mintákat. Gyönyörű gyűjteménye egyre gazdagodik, híres kancsótárának minden darabja régiség, unikum. Megismerkedik és állandó kapcsolatba kerül kora több jeles etnográfusával, segíti gyűjtésben, kincsfeltárásban Herman Ottót, Xántus Jánost, Herrmann Antalt, a fonográffal való népdalgyűjtés úttörőjét, Vikár Bélát. Jankó János Gyarmathyék segítségével írta Kalotaszeg magyar népe (1892) c. munkáját; Malonyay Dezső A kalotaszegi magyar nép művészete (1907) c. könyvéhez is többször kérte Gyarmathyné tanácsát... Az ő vendégeként járt és festett Kalotaszegen Munkácsy Mihály, az angol Walter Crane, a preraffaeliták vezére, Edvi Illés Aladár, Körösfői-Kriesch Aladár, a gödöllői művészcsoport vezetője."
Jelentős művelődéstörténeti mozzanatokról van szó, hiszen a kalotaszegi népművészet felfedezésével kezdődött el lényegében a magyar népművészet iránti érdeklődés nemzetközi térhódítása. S ehhez Gyarmathyné nemcsak hírverőként és a kalotaszegi háziipar megszervezőjeként járult hozzá, hanem a Tarka képek a kalotaszegi varrottas világából c. könyvével (1896) is. Amikor pedig Herrmann Antal bérbe vette Jegenyefürdőt s azt Kalotaszeg tanulmányozásának telepévé avatta, Gyarmathyné főmunkatársa a Bánffyhunyadon kiadott Kalotaszeg c. néprajzi-közművelődési hetilapnak (1890–91).
Jankó János néprajzi és Malonyay népművészeti monográfiáját úgy tartjuk számon, mint Kalotaszeg felfedezésének két klasszikus forrásművét. A tulajdonképpeni részletkutatások azonban csak az 1930-as évektől indultak meg. A századforduló klasszikusai és a későbbi kutatók munkája közötti folytonosságot Kós Károly életműve biztosította. "Páratlan, amit Kós Károly cselekedett – írja Kósa László –, egyetlen vidék teljes műveltségét tette közkinccsé: tollal, ceruzával, vonalzóval, rajzban, képben, írásban és szóban, kőbe, fába, irodalomba és történetírásba örökítve. Tevékenysége nyomán utóbb éppen ez a vidék lett a Kolozsvárt művelt magyar honismereti tudományok: falukutatás, népnyelvi és etnográfiai, történeti és szociológiai vizsgálatok műhelyévé" (Tiszatáj, 1972/11).
A kutatások megélénkülésével függött össze az is, hogy fél évszázad múltán beteljesedhetett Herrmann Antal álma, és 1933. október 15-én megnyílt a Kalotaszegi Néprajzi Múzeum. A Kós Károly és Daróczy Ferenc szervezésében összegyűjtött, a kalotaszegi nép önzetlen adakozásából származó gazdag anyag a második világháború végén sajnos jórészt megsemmisült vagy elkallódott.
A II. világháború után a Magyar Népi Szövetség (MNSZ) és az EME megbízásából – dr. Kós Károly néprajztudós irányításával – Morvay Pál tanár kezdte újra a gyűjtést, s a bánffyhunyadi ifjúság segítségével 1947 őszére berendezte a múzeumot, amely működésének két évtizede alatt is tovább gazdagodva, látogatók ezreivel ismertette meg a színpompás népi művészet gazdagságát (egészen 1967-ig). Az 1970-es években a romániai magyar sajtó többször is szorgalmazta a múzeum megnyitását, amelynek újjászervezése folyamatba került.
Kalotaszeg néprajzi feltárása nemcsak gazdagnak, hanem teljesnek is mondható. Nagy Jenő már az 1930-as évek második felében hozzálátott a népviselet tanulmányozásához; akkori tanulmányai mellett különösén Palotay Gertrúd és Kresz Mária munkássága érdemel figyelmet. Palotay 1942–43-ban két terjedelmes munkát szentelt a kalotaszegi népviseletnek, ill. a varrottasoknak, 1947-ben pedig – kalotaszegi gyűjtés alapján – magyar–román népviseleti kapcsolatokról értekezett. Kresz Mária 1941–43 között Nyárszón gyűjtötte az egyik legteljesebb kalotaszegi néprajzi falumonográfia anyagát (A gyermekkor és az ifjúkor néprajza egy kalotaszegi faluban). Kovács Ágnes 1943-ban két kötetben adta ki Kalotaszegi népmesék c. gyűjteményét.
A népnyelv kutatásában a Szabó T. Attila irányította kolozsvári nyelvészeti iskola ért el számottevő eredményeket. Ő jelentette meg – saját és munkatársi gyűjtés alapján – a Kalotaszeg helynevei c. kiadványt (1942). Ezt követte a Huszonöt lap "Kolozsvár és vidéke népnyelvi térképé"-ből (1944) Szabó T. Attila, Gálffy Mózes és Márton Gyula szerkesztésében. 1965-ben jelent meg Bukarestben Gálffy és Márton terjedelmes tájszógyűjteménye (Studii de lexicologie. 5–156.) és Budapesten Szabó Zoltánnak A kalotaszegi nyelvjárás igeképző-rendszere c. munkája. Önálló kötetben az igeragozásról 1972-ben Vámszer Márta értekezett, a magánhangzó-rendszer sajátosságait Lakó Elemér foglalta össze (1974). B. Gergely Piroska 1977-ben A kalotaszegi magyar ragadványnevek rendszere, 1981-ben pedig A kalotaszegi magyar családnevek rendszertani és funkcionális vizsgálata c. alatt jelentetett meg egy-egy kötetet. A kalotaszegi nyelvjárás kutatásának történetét Péntek János írta meg (NyIrK, 1971/1).
A további néprajzi munkák szerzői közül szintén Nagy Jenő neve kívánkozik az élre, aki 1958-ban adta közre A kalotaszegi népi öltözet c. könyvét. Később két szerzőtársával, Faragó Józseffel és Vámszer Gézával – 1949–50-ben gyűjtött anyag alapján – monografikusan is feldolgozta ugyanezt a témát (Kalotaszegi magyar népviselet, 1977).
Olosz Katalin és Almási István Magyargyerőmonostor népköltészetéről írt monográfiát (1969), Nagy Olga pedig kalotaszegi népmesegyűjtésének darabjait tette közzé köteteiben (A Nap húga meg a pakulár, 1973; A szegény ember táltos tehene, 1976). Szabó Géza Kiskapus mesekincséből adott ki több kötetre valót.
A népi kerámia kutatása Végh Olivér nevéhez fűződik (Kalotaszegi fazekasság, 1977). Az 1970-es években közreadott tanulmányai után Péntek János írta meg a tájegység népnyelvének és népművészetének összefüggéseit feltáró monográfiáját (A kalotaszegi népi hímzés és szókincse, 1979). 1980-ban Sinkó Kalló Katalin adott ki albumot a kalotaszegi nagyírásosról.
A tájegység etnobotanikai monográfiáját Péntek János és Szabó Attila készítette el (Népélet és növényvilág, 1982), a népszokásokat Salamon Anikó és Vasas Samu dolgozta fel (Kalotaszegi ünnepi szokások, 1986). Ugyancsak készen állt Vasas Samu Népi gyógyászat c. monográfiája is. A műemlékeket Kabay Béla vette számba (Korunk, 1973/11), s közleményét hét év múltán újabb adatokkal bővítette az 1981-es Korunk Évkönyvben.
Kalotaszeg gazdag néprajzi és irodalmi hagyatéka új, korszerű feldolgozásban jutott a közönség elé mind az iskolai színpad, mind a műkedvelő színjátszók jóvoltából. A bánffyhunyadi diákok 1967-ben felújították Szentimrei Csáki bíró lánya c. darabját, majd Vasas Samu feldolgozásában színpadra vitték 1972-ben a Görög Ilona, 1975-ben a Fehér Kalára c. népballadát. A Naszódi házaspár vezette magyarbikali népi együttes 1980-ban az "Ős-Bánk bán"-t, Valkai András Bánk bánról szóló históriás énekét alkalmazta színpadra Buzás Pál zongoraművész és Kovács Ildikó rendező közreműködésével. Gyarmathyné Hory Etelka A lélek c. elbeszélését Palocsay Zsigmond dramatizálta Virradat címen. A darabot Vasas Samu saját gyűjtésű népszokás- és népdalanyaggal egészítette ki, s a Kós Károlyról elnevezett bánffyhunyadi művelődési kör színjátszó csoportja 1981-ben országos első díjat nyert bemutatásával.
A tájegység (kiegészítésre szoruló) helyismereti könyvészetét – mely felöleli az általános műveket, a kalotaszegi kiadványokat, valamint a történelem, szociográfia, közgazdaság, közigazgatás, jog, művelődés, oktatás, egyház, egészségügy, geológia, földrajztudomány, biológia, nyelvészet, folklór, és népművészet szakterületeket – Váczy Leona állította össze, és a Korunk jelentette meg kalotaszegi súlypontú számában (1973).